# Plezjozaury

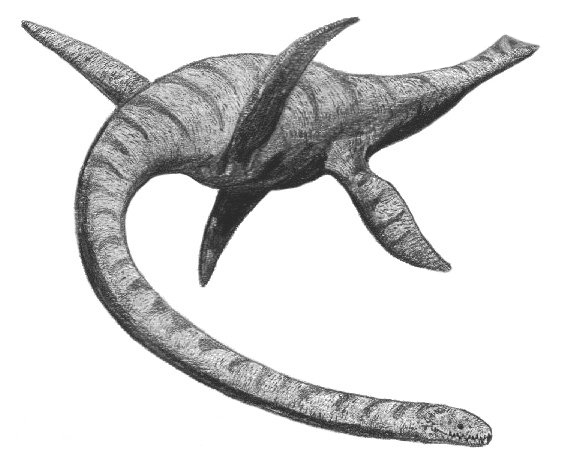
Plezjozaur – rekonstrukcja autorstwa Adama Stuarta Smitha

Plezjozaury (Plesiosauria) – rząd wymarłych wodnych gadów z nadrzędu Sauropterygia – płetwojaszczurów. Plezjozaury występowały na Ziemi w okresie od około 240 do 65 milionów lat temu, a więc między triasem a kredą. Kości plezjozaurów oraz inne pozostałości znajdowano we wszystkich regionach świata. Pierwsze odkrycie paleontologiczne, świadczące o istnieniu tych zwierząt, nastąpiło w 1821 roku. Był to kompletny szkielet znaleziony przez Mary Anning w nadmorskim klifie południowej Anglii i opisany później jako Plesiosaurus dolichodeirus.
Plezjozaury miały od 2 do 20 metrów długości, długą szyję, korpulentne ciało, cztery płetwy oraz krótki ogon. Żywiły się amonitami, belemnitami oraz większymi morskimi organizmami, co można łatwo wywnioskować z odnalezionych sfosylizowanych szczątków. Różnorodność uzębienia plezjozaurów świadczy o różnych trybach życia – niektóre gatunki przeczesywały dno morskie w poszukiwaniu niewielkich bezkręgowców, podczas gdy inni przedstawiciele atakowali ryby i ówczesne głowonogi.
Badania przeprowadzone przez Bernarda i współpracowników – polegające na porównaniu składu izotopu tlenu w zębach z tymi występującymi u ryb – sugerują, że plezjozaury były w stanie utrzymywać wysoką i stałą temperaturę ciała w ekosystemach oceanicznych od tropików do wód chłodnych. Szacowana temperatura ciała, wynosząca 35–39 °C, sugeruje wysokie tempo przemiany materii, wymagane do drapieżnictwa i szybkiego przemierzania dużych terenów.
Znalezisko zinterpretowane przez O’Keefe i Chiappe jako ciężarna samica gatunku Polycotylus latippinus (Cope) ze znajdującym się wewnątrz jej ciała dużym płodem wskazuje, że ten gatunek plezjozaura był żyworodny, ciąże były pojedyncze a nowo narodzone młode osiągało co najmniej 30% rozmiarów matki. Autorzy domniemują, że podobnie jak u współczesnych zwierząt, te cechy sposobu rozmnażania mogły współwystępować z zachowaniami społecznymi i opieką rodzicielską nad młodymi.
Wśród plezjozaurów proporcje tułowia i kończyn pozostają w stałym stosunku. Natomiast dużą zmienność wykazują proporcje czaszki i szyi, które stanowią cechę, na podstawie której wyróżniono dwie grupy: plezjozaury długoszyjne z krótkimi czaszkami (Elasmosaurus) i krótkoszyjne z długą czaszką (Pliosaurus).
Systematyka plezjozaurów jest wciąż dość niepewna; odnajduje się wciąż nowe okazy, których umieszczenie w obecnym systemie przysparza naukowcom problemy. Według jednej z nowszych klasyfikacji plezjozaury dzieli się w następujący sposób:
- Plesiosauroidea
  - rodzaj plezjozaur (Plesiosaurus)
  - Euplesiosauria
    - Cryptocleidoidea
      - rodzina Cryptoclididae
      - Tricleidia
        - rodzaj Tricleidus
        - rodzina Cimoliasauridae
        - rodzina Polycotylidae

    - rodzaj Microcleidus
    - rodzina Elasmosauridae
- Pliosauroidea
  - rodzaj Thalassiodracon
  - nienazwany klad
    - rodzaj Eurycleidus
    - rodzaj Attenborosaurus
    - rodzina Pliosauridae
    - rodzina Rhomaleosauridae

Klasyfikacja O'Keefe, F.R., 2001: A cladistic analysis and taxonomic revision of the Plesiosauria (Reptilia: Sauropterygia). Acta Zoologica Fennica: Vol. #213, pp. 1–63.